# Archisepsis peruana
Archisepsis peruana är en tvåvingeart som beskrevs av Ozerov 1994. Archisepsis peruana ingår i släktet Archisepsis och familjen svängflugor.
Artens utbredningsområde är Peru. Inga underarter finns listade i Catalogue of Life.